# Püspökmolnári, Vas
Püspökmolnári  este un sat în districtul Vasvár, județul Vas, Ungaria, având o populație de 928 de locuitori (2011). 

## Demografie
Componența etnică a satului Püspökmolnári
     Maghiari (99,25%)
     Necunoscut (0,75%)
     Alții (0,75%)
Componența confesională a satului Püspökmolnári
     Romano-catolici (61,53%)
     Luterani (13,58%)
     Fără religie (4,74%)
     Reformați (1,19%)
     Necunoscută (18,64%)
     Greco-catolici (0,32%)
Conform recensământului din 2011, satul Püspökmolnári avea 928 de locuitori. Din punct de vedere etnic, majoritatea locuitorilor (99,25%) erau maghiari. Apartenența etnică nu este cunoscută în cazul a 0,75% din locuitori.  Din punct de vedere confesional, majoritatea locuitorilor (61,53%) erau romano-catolici, existând și minorități de luterani (13,58%), persoane fără religie (4,74%) și reformați (1,19%). Pentru 18,64% din locuitori nu este cunoscută apartenența confesională.